# Markéta Kořená
Markéta Kořená (22. června 1971, České Budějovice  – 1. srpna 2024, Jáchymov) byla česká literární historička, pedagožka, redaktorka, editorka, publicistka a kulturní mecenáška.
V letech 2001–2008 byla odbornou asistentkou na Filozofické fakultě Univerzity Karlovy v Praze. Působila též jako rektorka Literární akademie (resp. Vysoké školy kreativní komunikace, jež navázala na činnost akademie) a prorektorka pro ediční a uměleckou uměleckou činnost na Literární akademii Josefa Škvoreckého. V závěru života vyučovala na Základní škole v Jáchymově.
Věnovala se také redakční práci v Lidových novinách, kde byla editorkou přílohy Orientace. Spolupracovala s mnoha nakladatelstvími, jako jsou Melantrich, Triáda, Karmelitánské nakladatelství nebo Argo.

## Život a osobnost
V průběhu své kariéry se aktivně podílela na vzdělávání a kulturním obrození po roce 1989, kdy spolu se svou generací vnímala jako svůj hlavní úkol otevření oken a obnovu kulturních institucí v osvobozeném národě. 
Coby mimořádná osobnost s velkým srdcem, která vždy kladla důraz na lidskost, spravedlnost a důstojnost, byla známá svou skromností a oddaností dobrému vzdělávání. Přinášela do svých aktivit veselou mysl, intelektuální bystrost a umění přeměňovat běžné činnosti v kulturní tvorbu a obecně prospěšnou činnost. Mnoho jejích příspěvků v novinách, zejména v Lidových novinách, vyšlo anonymně nebo pod různými pseudonymy, aby - dle jejího přání - čtenáři soustředili svou pozornost na sdělení samotné.
Spolu se svým partnerem Pavlem Reisenauerem, se kterým se v roce 2000 seznámila prostřednictvím redakce Lidových novin, se později v roce 2013 přestěhovala do Jáchymova, kde se oba i nadále aktivně zapojovali do veřejného života.
Dr. Kořená v poslední dekádě svého života působila jako učitelka na jáchymovské základní škole a později také jako městská zastupitelka, jež se v místní politice aktivně zasazovala o to, aby si město Jáchymov zachovalo svou autenticitu a hodnoty. Aby tato část Krušných hor nevymizela pod náporem turistů a aby místa, kde v nelidských podmínkách uranových dolů umírali političtí vězni, neotupil předimenzovaný turistický resort.
Byla známá svou vášní pro literaturu a obdivem k autorům, kteří vynikali nejen svým psaním, ale i svými životními postoji. Byla také iniciátorkou projektu Dobrá čeština, kde mj. vyjadřovala svou lásku k českému jazyku a literatuře. Kromě mnoha dalších aktivit byla též iniciátorkou literárního pásma věnovaného spisovateli Karlu Peckovi.
Zemřela předčasně ve věku 53 let a zanechala po sobě dědictví vzdělanosti, kultury a také zdroj inspirace. Neokázale, hluboce se oddávala nejen své práci, ale i komunitě. Velmi těžce nesla úmrtí svého partnera Pavla Reisenauera a 1. srpna 2024, necelý půlrok po jeho skonu, se rozhodla dobrovolně odejít za ním. Všem, kteří ji měli rádi, zanechala vzkaz: „… poproste mým jménem o odpuštění všechny, kterým jsem ublížila nebo je zklamala. A děkuju za všechno. … Dobrá zpráva je, že jsem v Jáchymově našla domov. Byla jsem tu ráda a těšilo mě tady žít a pracovat. Je to zázračné místo a obývá ho spousta zázračných lidí. Doufám, že jsem sem něco dobrého přinesla. Pavloušek samozřejmě víc, ale to už je výsada géniů, umocňovat zázračnost. Těším se, až se znovu uvidíme. Markéta“.